# Michael Socha
Pour les articles homonymes, voir Socha (homonymie).
 (juin 2015).
Si vous disposez d'ouvrages ou d'articles de référence ou si vous connaissez des sites web de qualité traitant du thème abordé ici, merci de compléter l'article en donnant les références utiles à sa vérifiabilité et en les liant à la section « Notes et références ».
Michael Socha est un acteur britannique, né le 13 décembre 1987 à Derby au Royaume-Uni.

## Biographie
Il a des origines anglaises, polonaises et italiennes.
Il a 16 ans quand un directeur de casting le repère et lui donne alors qu'il joue dans une troupe de théâtre du Central Junior Television Workshop (en) à Nottingham. Il saisit l'occasion et décroche un rôle pour jouer dans le film This Is England.
En 2010, il incarne le rôle de Craze, dans le film Shank de Mo Ali (en). Dans ce long-métrage, il rencontrera Kaya Scodelario, avec qui il se liera d'une très grande amitié. Ils entameront une courte relation, mais décideront de l'arrêter à cause de la distance que leur imposait les tournages de leurs prochains films.[réf. souhaitée]
En 2013, il incarne Will Scarlet dans la série spin-off Once Upon a Time in Wonderland. Cependant, faute d'audience, la société de production ABC annule la série après 13 épisodes.
En 2014, il reprend le rôle de Will Scarlet et rejoint le casting de la saison 4 de Once Upon a Time.
Sophie Turner, l'actrice jouant dans la série Game of Thrones, le rencontre lors d'un court-métrage. Ils deviennent amis, puis entament une relation, terminée en 2013.[réf. souhaitée]
Il a un fils nommé Ellis.

## Filmographie

### Cinéma
- 2006 : This Is England : Harvey
- 2007 : Soft : ASBO
- 2007 : Lady Margaret : Danny
- 2008 : Better Things : Mike
- 2008 : Summer : Daniel
- 2009 : Dogging: A Love Story : Jim
- 2009 : Jade : Stephen
- 2009 : Bale : Kyle
- 2010 : Cut : Jimmy
- 2010 : Shank : Craze
- 2010 : Bonded by Blood : Donny Svenson
- 2010 : Break Clause : Nick
- 2012 : Hit and Run de Dax Shepard : Michael
- 2012 : Twenty8k : Tony Marchetto
- 2012 : Spike Island : Carl
- 2013 : Svengali : Tommy
- 2017 : Papillon de Michael Noer : Julot
- 2017 : Double date de Benjamin Barfoot : Alex
- 2019 : A Guide to Second Date Sex de Rachel Hirons : Dan
- 2019 : Killers Anonymous de Martin Owen : Leandro
- 2025 : Salvable de Björn Franklin et Johnny Marchetta

### Télévision
- 2008 - 2009 : Casualty : Ryan Malone
- 2009 : The Unloved : Michael
- 2009 : Harvest : Yebsley
- 2009 : Parabox : Zac Hedley
- 2010 : Married Single Other : Spud
- 2010 : Dive : Alex
- 2010 : This Is England '86 : Harvey
- 2011 : This Is England '88 : Harvey
- 2011 - 2013 : Being Human : La Confrérie de l'étrange : Tom McNair
- 2012 : Homefront : Rob
- 2013 : Once Upon a Time in Wonderland : Will Scarlet/ Valet de Cœur/ Roi Blanc
- 2014 : This Is England '90 : Harvey
- 2015 : Once Upon a Time : Will Scarlet/Valet de Cœur/ Roi Blanc
- 2016-présent : The Aliens : Lewis
- 2017 : Philip K.Dick's Electric Dreams : Noah
- 2019 : Chernobyl : Mikhail

### Court-métrage
- En production : Edicius[5] réalisé par Uzo Oleh